# Oude Rijn (Zevenaar)
De Oude Rijn in de Gelderse gemeente Zevenaar is een oude loop van de Boven-Rijn. De uit twee waterlopen bestaande dode rivierloop is in totaal 21,7 km lang. Het was tot het gereed komen van het Pannerdensch Kanaal in 1707 de hoofdroute die het Rijnwater volgde richting Noordzee. De Oude Rijn wordt beheerd door waterschap Rijn en IJssel. Het gebied Rijnstrangen waar hij in ligt is een gevarieerd landschap van oeverwallen, stroomruggen, crevassegeulen, oude beddingen en kommen. Naast enkele kleine dorpen bestaat het vooral uit landbouwgronden en natuurgebieden.

## Water
De verbinding met de hoofdstroom van de Rijn bij Lobith werd in de jaren 1970 afgesloten. Het gebied ligt nu geheel binnendijks maar veelal laaggelegen land is zeer waterrijk en het kent onder meer rietmoerassen die vooral gevoed worden door kwelwater. De Oude Rijn ontvangt nog wel wat water van het grensriviertje de Die Wild dat ook een oude Rijnloop is. In het Deltaprogramma wordt het gebied van de Rijnstrangen gezien als grootschalige mogelijkheid voor tijdelijke berging van Rijnwater bij extreem hoge waterstanden.

## Natuur
Als onderdeel van het Natura 2000-gebied Gelderse Poort vormt het gebied een beschermde biotoop voor riet- en moerasvogels. Vogels die er voorkomen zijn onder meer roerdomp, grote karekiet, snor, bruine kiekendief en het woudaapje.

## Geografie
De Rijnstrangen zijn ontstaan in de laatste ijstijd (Weichselien), veroorzaakt door het vele smeltwater dat van een gletsjer door een heuvelrug heen stroomde tussen het Montferland en de Veluwe. Sindsdien stroomde de Rijn vanuit Doesburg richting Westervoort. In de ijstijd stroomde de Rijn over een bevroren ondergrond en kon een zeer brede bedding vormen. In deze bedding zette de rivier grof zand en klei af. Omdat er nog geen vegetatie was kon de wind grip krijgen op deze afzettingen en ontstond er een gebied van dekzand en rivierduinen. Na de ijstijd nam plantengroei toe en de vlechtende rivieren veranderden in meanderende en insnijdende rivieren. De rivier bleef sedimenten afzetten die onder andere aangevoerd werden vanuit de Alpen. Deze afzettingen vormen stroomgordels: een rivierbedding met aan beide zijden een oeverwal. Deze stroomgordels ontstonden aan de binnenkant van een rivierbocht waar de rivier minder snel stroomde en sediment werd afgezet; in de buitenbocht vond juist erosie plaats. Hierdoor ontstonden er sikkelvormige patronen in het landschap.
Tot in de 10e eeuw ging dit proces nog door. In de 13e eeuw begon de bedijking en kwam het proces tot stilstand; maar hiervoor waren de processen door een natuurlijke vorm al verminderd. De rivier was echter niet makkelijk te bedwingen en is met regelmaat door dijken heen gebroken.